# Djalwana Laurent Lompo
Djalwana Laurent Lompo (Koulbou, 1 de janeiro de 1967) um clérigo católico romano nigeriano e arcebispo de Niamey.
Koulbou, cidade natal de Djalwana Laurent Lompo, fica no município de Makalondi, no oeste do Níger. Lompo frequentou a escola primária em Makalondi a partir de 1975, seguida da escola secundária em Say e do Lycée Kassaï em Niamey. Foi batizado em 18 de abril de 1987 na paróquia de Saint François d'Assise em Makalondi.
Lompo estudou filosofia e teologia no Seminário St. Jean-Baptiste em Ouagadougou e no Seminário St. Pierre Claver em Bobo-Dioulasso. Foi ordenado sacerdote em 21 de setembro de 1997. Depois trabalhou como vigário paroquial em Niamey até 2000. De 2001 a 2002, Lompo completou a formação pastoral no Institut de formação des éducateurs du clergé em Paris. Em 2003 tornou-se vigário geral.
Papa Bento XVI nomeou-o bispo titular de Buffada e bispo auxiliar de Niamey em 26 de janeiro de 2013. Foi ordenado bispo pelo Arcebispo de Niamey, Michel Christian Cartatéguy SMA, em 9 de junho do mesmo ano; Os co-consagradores foram Séraphin François Rouamba, Arcebispo de Koupéla, e Ambroise Ouédraogo, Bispo de Maradi.
Em 11 de outubro de 2014, o Papa Francisco nomeou-o Arcebispo de Niamey. A posse, que já estava prevista para Fevereiro do ano seguinte, teve de ser adiada devido aos tumultos contra os cristãos em Zinder e Niamey. Aconteceu no dia 14 de junho de 2015 na Catedral de Niamey com a participação de mais de 2.000 fiéis e cerca de vinte bispos.